# Lepilemur tymerlachsoni
Lepilemur tymerlachsoni is een zoogdier uit de familie van de wezelmaki's (Lepilemuridae). De wetenschappelijke naam van de soort werd voor het eerst geldig gepubliceerd door Louis et al. in 2006. Deze soort is genoemd naar Howard en Rhonda Hawk, die veel steun hebben verleend aan het onderzoek dat tot de beschrijving van deze soort leidde.

## Kenmerken
L. tymerlachsoni is een middelgrote wezelmaki. Het gewicht bedraagt 0,88 kg. De rug is bruingrijs, de onderkant lichtgrijs. Over de bovenkant van de kop en het lichaam loopt een donkerbruine tot zwarte streep. Het gezicht is grijs. De staart is roodgrijs tot bruin.

## Verspreiding
De soort komt voor in het Lokobe-gebied en op het eiland Nosy Be in Madagaskar. Deze soort is het nauwst verwant aan L. milanoii, L. ankaranensis, de grijsrugwezelmaki (L. dorsalis) en L. sahamalazensis, die ook het dichtst in de buurt voorkomen.
Lepilemur aeeclis · Lepilemur ahmansoni · Lepilemur ankaranensis · Lepilemur betsileo · Grijsrugwezelmaki (Lepilemur dorsalis) · Milne-Edwards wezelmaki (Lepilemur edwardsi) · Lepilemur fleuretae · Lepilemur grewcocki · Lepilemur hollandorum · Lepilemur hubbardi · Lepilemur jamesi · Witvoetwezelmaki (Lepilemur leucopus) · Kleintandwezelmaki (Lepilemur microdon) · Lepilemur milanoii · Grote wezelmaki (Lepilemur mustelinus) · Lepilemur otto · Lepilemur petteri · Lepilemur randrianasoloi · Roodstaartwezelmaki (Lepilemur ruficaudatus) · Lepilemur sahamalaza · Lepilemur scottorum · Lepilemur seali · Noordelijke wezelmaki (Lepilemur septentrionalis) · Lepilemur tymerlachsoni · Lepilemur wrighti